# Olga Pyjova
Olga Ivanovna Pyjova (en russe : О́льга Ива́новна Пыжо́ва), née le 29 octobre 1894 à Moscou et décédée le 8 novembre 1972 dans cette même ville, est une actrice de théâtre soviétique, lauréate du Prix Staline en 1950.

## Biographie
En été 1914, Olga Pyjova suit une formation d'art dramatique au Premier studio du Théâtre d'art fondé par Constantin Stanislavski. À partir de 1915, elle se produit sur scène de ce studio, qui en 1924 devient le second théâtre d'art de Moscou. Elle sera notamment partenaire de Stanislavski dans La Locandiera ou elle joue Mirandolina et dans La Cerisaie où elle joue Varia, lors de la tournée du théâtre aux États-Unis. Elle quitte la troupe, avec Alexeï Diki, à la suite d'un conflit avec Michael Tchekhov fin 1927, et devient actrice du Théâtre de la Révolution (1928-1934).
En 1948-1950, elle prend le poste de directeur artistique du Théâtre académique de la jeunesse de Russie. Elle dirige également, avec Boris Bibikov (ru), une classe de maître à l'Institut national de la cinématographie. Parmi ses élèves, on retrouve Sergueï Gourzo, Nonna Mordioukova, Boris Tokarev, Viatcheslav Tikhonov, Youri Belov, Nadejda Roumiantseva.
Morte le 8 novembre 1972, l'actrice est enterrée au cimetière de Novodevitchi.

## Filmographie
- 1937 : La Fille sans dot (Bespridannitsa) de Iakov Protazanov : mère de Larissa
- 1937 : Au loin, une voile (ru) (Белеет парус одинокий) de Vladimir Legochine (ru) : madame Storojenko
- 1953 : Aliocha Ptitsyne se forge un caractère (Алёша Птицын вырабатывает характер) d'Anatoli Granik (ru) : Olia
- 1965 : Ouvrez, on sonne (Звонят, откройте дверь) de Alexandre Mitta : Natalia Ivanovna